# Rimska kurija
Rimska kurija (lat. Curia Romana) ili Rimski dvor najviše je upravno tijelo u Katoličkoj Crkvi koje se bavi upravljanjem Crkvenih poslova i služi kao pomoć papi u upravljanju Crkvom. Kurija koordinira i osigurava potrebnu organizaciju za ispravno funkcioniranje Katoličke Crkve i postizanje njezinih ciljeva.
Svaka katolička biskupija u svojoj upravi ima kuriju. Za Rimsku biskupiju ove dužnosti ne provodi Rimska kurija u strogom smislu, već dva vikarijata: Rimski vikarijat, na čelu s generalnim vikarom, za župe na talijanskom području i Vikarijat Vatikanskog Grada, na čelu s drugim generalnim vikarom, za župe na području Grada Vatikana i u papinskim vilama Castel Gandolfa.

## Etimologija
Naziv kurija potječe iz latinskoga jezika, od riječi curia, što znači "sabornica" ili "dvor". U antičkome Rimu curia se odnosila na prostoriju u kojoj su se okupljali članovi Senata kako bi raspravljali o važnim političkim pitanjima. U srednjem vijeku termin kurija počeo se koristiti za označavanje najvišega upravnog tijela u Katoličkoj Crkvi koje je bilo odgovorno za upravljanje Crkvenim poslovima. 

## Povijest
Povijest Rimske kurije općenito se može podijeliti na dva razdoblja: prije i poslije Sikstinske reforme. U prvih petnaest stoljeća, Rimska kurija se razvija od jednostavnih do složenijih institucija, a od Sikstinske reforme (1588.), koja je udarila temelj suvremenomu ustroju, uslijedile su još četiri reforme kurije u vrijeme pontifikata: Pia X. (1908.), Pavla VI. (1967.), Ivana Pavla II. (1988.) i Franje (2022.).

### Razdoblje prvih 15 stoljeća

#### Od prvih stoljeća Crkve do početka 12. stoljeća
Prvo sjedište Rimske kurije bila je Lateranska palača, zgrada koju je u četvrtom stoljeću car Konstantin darovao papi Miltijadu: bila je i papinska rezidencija i središnje sjedište uprave Crkve. U upravljanju rimskom Crkvom i upravljanju brojnim dobrima koja su joj pristizala kao donacije papi je pomagalo Kolegijalno tijelo kojeg su činili redovnici i laici.
Rimska kurija počela je poprimati značajnu težinu u bizantskom razdoblju (6.-8. stoljeće) s definiranjem ureda i institucionalnih osoba. Od toga vremena upravu Apostolske Stolice nadziralo je sedam palatinskih sudaca (lat. iudices), odnosno velikih službenika. To su bili redom:
1. Primicerius notariorum
2. Secundarius notariorum
3. Protoscriniarius
4. Arcarius
5. Sacellarius
6. Primus defensor
7. Nomenclator.[2]

Ti su položaji bili rezervirani za pripadnike aristokracije. Također su obnašali dužnosti nadzora nad hijerarhijski nižim funkcijama: Superista (upravitelj vojske za zaštitu Lateranske palače), Vestararius (zadužen za sveto ruho) i drugih. Glavni dikasteriji Laterana toga doba mogu se stoga grupirati u: kancelariju (notariie scriniarii), pravno upravljanje (defensores), financijsko upravljanje (arcarius i sacellarius), papinski dvor (vestariarius i nomenclator). Ti su uredi ostali u funkciji do 12. stoljeća, kada su reformirani i pretvoreni u nove urede, od kojih su neki ostali u funkciji do 20. stoljeća.

#### Od polovice 12. stoljeća do Sikstinske reforme
Rimska kurija rasla je paralelno s evolucijom Papinske države koja se, u početku prostirala na jednu regiju (Lazij), proširila se tijekom kasnog srednjeg vijeka da bi postala druga najveća država na talijanskom poluotoku i subjekt s međunarodnom težinom, uz stabilne diplomatske odnose sa svim kršćanskim državama. Od osmog stoljeća nadalje, sve do iza 1000. godine, dvije najvažnije figure bile su vestararius i superista. Ovlasti prvog su znatno proširene: od zaduženog za sveto ruho postao je upravitelj pontifikove osobne imovine (uključujući odjeću). Samo najugledniji ljudi iz obitelji gradske aristokracije mogli su obnašati dvije pozicije. Sve do 1000. godine svjetovni poslovi Svete Stolice uglavnom su se ticali regije Lacij. Od trinaestog stoljeća postojao je stalni porast. U to vrijeme glavno tijelo kurije bila je Apostolska kancelarija, koja je bila odgovorna za sastavljanje i slanje cjelokupne službene korespondencije Crkve. U četrnaestom stoljeću razvila se nova institucionalna figura, Secretarius.
Početkom 15. stoljeća, nakon povratka Svete Stolice iz Avignona u Rim, nove potrebe vlasti dovele su do stvaranja novih tijela i smanjivanja starih. Papa Martin V. (1417.-1431.) utemeljio je Tajnu komoru za brigu o diplomatskim odnosima. Njegov nasljednik Eugen IV. stvorio je položaj guvernera Rima za političku i sudsku upravu grada. Postojeće organizacije su ojačane. Sljedeće osobe pojavile su se unutar Apostolske komore su: a) Glavni rizničar (ima financijski nadzor nad cjelokupnim prihodom koji stvara zemaljska imovina Crkve); b) Auditor Camerae (vrhovni sudac u pitanjima financijske uprave Kurije); c) Svećenički kolegij (zadužen za upravljanje imovinom i prihodima Svete Stolice).
Godine 1487. papa Inocent VIII osnovao je Apostolsko tajništvo, komisiju od 24 prelata s funkcijama apostolskih tajnika kojima predsjeda Secretarius domesticus s koordinirajućom ulogom. Za vrijeme pontifikata Siksta IV., Aleksandra VI. i Julija II. pravosuđe je podijeljeno na nekoliko grana. Stvoreni su: Sacra Rota, vrhovni sud u stvarima kanonskog prava, Segnatura Gratiae, za slučajeve u upravnim stvarima, i Segnatura Iustitiae, nadležna za sudska pitanja. Segnatura Iustitiae postala je vrhovni sud Rimske kurije, s jurisdikcijom nad cijelom Papinskom državom, kako za crkvene tako i za građanske slučajeve. Pojavom nepotizma, funkcije Apostolskog tajništva prešle su na Kardinalovog nećaka kojemu je pomagao Secretarius intimus, koji je također bio zadužen za nadzor njegova formiranja. Njegova je uloga stalno rasla, sve dok 1566. godine Pio V. nije svom kardinalu-nećaku dodijelio položaj „generalnog nadzornika crkvene države“.
Krajem 16. stoljeća poslove Crkve vodio je mali broj sudova, i to:
Monokratska tijela (tijelo jedne osobe):
- Kardinal kamerlengo – vrhovno odgovoran za politička i gospodarska pitanja koja se tiču vremenite uprave Crkve;
- Kardinal nećak (lat. cardinalis nepos) – odgovoran za vođenje političkih poslova i upravljanje odnosima s državama (za njega je bio rezerviran položaj „generalnog nadzornika crkvene države“);
- Kardinal kancelar ili vicekancelar – koadjutor prethodnog. Prelat s bogatim iskustvom u državnim poslovima, savjetovao je svojeg kardinala-nećaka u provedbi njegovih odluka (za njega je bilo rezervirano mjesto tajnika).

Kolegijalnih tijela (tijelo više osoba):
- Apostolska kancelarija – institucionalno sjedište posvećeno izradi službene korespondencije Svete Stolice;
- Apostolska komora – struktura zadužena za gospodarsku upravu. Predvodi ga kardinal kamerlengo;
- Apostolsko tajništvo – papino privatno tajništvo koje osniva kancelarija. Vodi ga Secretarius domesticus.

### Razdoblje poslije Sikstinske reforme

#### Sikstinska reforma godine 1588.
Papa Siksto V. – apostolska konstitucija "Immensa Aeterni Dei", 25. siječnja 1588.
Crkva je u 16. stoljeću osjetila potrebu za općom reformom koja se dogodila Tridentskim saborom, a samim time i reformom Rimske kurije. Tako su se pojedini uredi odvojili od Concistoriuma i postali autonomni, kao npr. Sacra congregatio Romanae et universalis inquisitionis seu Sancti officii, odnosno današnji Dikasterij za nauk vjere. To je bio prvi stalni dikasterij koji je osnovan 21. srpnja 1542. apostolskom konstitucijom Licet ab initio pape Pavla III. Osnivanjem kongregacija/dikasterija Rimska kurija dosegla je svoj današnji ustroj. Rođeni kao savjetodavna povjerenstva, osnovao ih je papa u svrhu primanja savjeta o određenim problemima.
Prije opće reforme Rimske kurije, papa Siksto V. proglasio je dvije apostolske konstitucije: Romanus Pontifex, 1585. i Postquam Verus, 1586. Prva se odnosila na jačanje prakse posjeta ad limina apostolorum i pravila za konklave, dok se druga odnosila na djelomičnu reformu Kardinalskog kolegija.
Apostolskom konstitucijom Immensa Aeterni Dei od 25. siječnja 1588. papa Siksto V. određuje 15 stalnih kongregacija, od kojih je devet bilo odgovorno za upravljanje Crkvom, a preostalih šest za upravljanje Papinskom državom. Posrednik između pape i kongregacija bio je kardinalov nećak, koji je nadzirao sva vijećanja ovih tijela i brinuo se za izvršenje odluka šest dikasterija zaduženih za vremenita dobra. Krajem 17. stoljeća reformom pape Inocenta XII. ukinuta je služba kardinala-nećaka i sve njegove ovlasti prenesene na tajnika, uzdižući ga u službu kardinala. Rimska kurija preživjela je kraj vremenite moći papinstva, koja je de facto prestala 1870. zauzimanjem Rima.
Ovom reformom postojale su sljedeće kongregacije u Rimskoj kuriji:
1. Kongregacija za nauk vjere (Sacra Congregatio pro Doctrina Fidei)
2. Kongregacija za kauze svetaca (Sacra Congregatio pro Causis Sanctorum)
3. Kongregacija za biskupe (Sacra Congregatio de Episcopis)
4. Kongregacija za reviziju i objavu knjiga (Sacra Congregatio de Propaganda Fide)
5. Kongregacija za širenje vjere za dijelove Indije (Sacra Congregatio de Propaganda Fide pro Partibus Indiarum)
6. Kongregacija za univerzalnu inkviziciju (Suprema et Universa Inquisitionis Congregatio)
7. Kongregacija za redovnike (Sacra Congregatio Regularium)
8. Kongregacija za održavanje papskih palača i zgrada (Sacra Congregatio Fabricae Ecclesiae)
9. Kongregacija za vjersku disciplinu (Sacra Congregatio super Disciplina Regularium et Saecularium)
10. Kongregacija za vode i kanale (Sacra Congregatio Aquarum et Riparum)
11. Kongregacija za puteve (Sacra Congregatio Viarum)
12. Kongregacija za financije (Sacra Congregatio super Negotiis Ecclesiasticis)
13. Kongregacija za zdravstvo (Sacra Congregatio super Sanitate)
14. Kongregacija za građevine (Sacra Congregatio super Aedificiis)
15. Kongregacija za poljoprivredu (Sacra Congregatio super Aquis et Montibus)

Ove su kongregacije imale su za zadaću postići veću mjerodavnost, veću brzina, veću uniformnost i veću ekonomičnost.
Tijekom vremena, djelokrug rada i sastav pojedinih kongregacija mijenjao se te su se neke od navedenih kongregacija nazivale drukčije ili su se spojile s drugim kongregacijama. No, sve kongregacije osnovane su na temelju potrebe za pronalaskom odgovora na izazove Crkve u to vrijeme.

#### Reforma pape Pia X. godine 1908.
Papa Pio X.  – apostolska konstitucija Sapienti Consilio, 28. lipnja 1908. 
Rimska kurija bila je podložna brojnim kritikama tijekom 19. stoljeća zbog svoje prevelike birokratske složenosti i nedostatka učinkovitosti u rješavanju crkvenih pitanja. U tome kontekstu, papa Pio X. je 1908. donio apostolsku konstituciju Sapienti Consilio s ciljem modernizacije i poboljšanja rada Rimske kurije. To je bila prva opća reforma Rimske kurije nakon više od 200 godina. Osim toga, reforma Rimske kurije koju je pokrenuo papa Pio X. bila je dio šireg procesa obnove i unaprjeđenja Katoličke Crkve u 20. stoljeću, u kojem su se mijenjali načini rada i pristupi u crkvenoj organizaciji i pastoralnoj službi.
Među novostima koje je uvela ova konstitucija su:
- Smanjenje broja kongregacija u Rimskoj kuriji s 13 na 11;
- Uvođenje načela rotacije u radu kongregacija, s ciljem sprječavanja monopolizacije vlasti;
- Uvođenje novih oblika savjetovanja s biskupima, redovnicima i drugim crkvenim poglavarima;
- Stvaranje nove kongregacije za izvanredne crkvene poslove;
- Osnaživanje kongregacije za biskupe i redovnike, s ciljem jačanja njihove uloga u crkvenim poslovima.

Ova reforma imala je za cilj modernizirati Rimsku kuriju i poboljšati njezinu učinkovitost u rješavanju crkvenih pitanja.

#### Reforma pape Pavla VI. godine 1967.
Papa Pavao VI. – apostolska konstitucija Regimini Ecclesiae Universe, 15. kolovoza 1967.
Drugi vatikanski sabor bio je jedan od glavnih uzroka reforme Rimske kurije koju je donijela apostolska konstitucija Regimini Ecclesiae Universae. Drugi vatikanski sabor predstavljao je značajnu promjenu u načinu na koji je Crkva promatrala sebe i svoju ulogu u svijetu. Reforma Rimske kurije bila je usmjerena na prilagodbu Kurije tim promjenama i usklađivanje njezina rada s novim crkvenim načelima i prioritetima koji su proizašli iz Drugoga vatikanskog sabora. Ova apostolska konstitucija donijela je značajne promjene u organizaciji Rimske kurije. Ovdje su neke od novosti koje je donijela:
- Kongregacija za biskupe preuzela je odgovornost za imenovanje i raspoređivanje biskupa u cijelom svijetu. Prije toga, ta je odgovornost bila podijeljena između nekoliko kongregacija Rimske kurije.
- Kongregacija za kauze svetaca preuzela je odgovornost za proces kanonizacije i beatifikacije. Prije toga, taj je proces bio pod nadzorom Kongregacije za Svetu Stolicu.
- Uvedene su promjene u radu nekih kongregacija, kao što je Kongregacija za Istočne Crkve.
- Ustanovljen je Tajništvo za nekršćanske religije (danas Dikasterij za međureligijski dijalog), koje se bavi odnosima s drugim religijama.
- Uvedena je nova Kongregacija za evangelizaciju naroda (danas Dikasterij za evangelizaciju), koja je preuzela odgovornost za misije i pastoral u zemljama koje nisu kršćanske.
- Uspostavljena je nova Kongregacija za kler koja je preuzela odgovornost za formaciju i pastoral svećenika. Prije toga, ta je odgovornost bila podijeljena između nekoliko kongregacija.

Ove promjene u organizaciji Rimske kurije donijele su veću učinkovitost i usklađenost u radu Kurije, a također su odražavale potrebe promjena u Katoličkoj Crkvi u drugoj polovici 20. stoljeća.

#### Reforma pape Ivana Pavla II. godine 1988.
Papa Ivan Pavao II. – apostolska konstitucija Pastor Bonus, 28. lipnja 1988. 
Ova reforma donijela je niz novosti i promjena u organizaciji Rimske kurije. Neke od najznačajnijih novosti uključuju:
- Smanjenje broja kongregacija s 18 na 9;
- Uvođenje nove institucije, Vijeća za javne poslove Crkve, koje je zaduženo za odnose Crkve s državama i drugim međunarodnim organizacijama;
- Jačanje uloge Kongregacije za nauk vjere u borbi protiv hereze i kontroli doktrine Crkve;
- Uvođenje novog tijela, Tajništva za ekonomiju, koje je zaduženo za koordinaciju gospodarskih aktivnosti cijele Rimske kurije;
- Stvaranje Vijeća za interpretaciju zakonodavstva, koje je zaduženo za tumačenje kanonskog prava i usklađivanje crkvenih propisa s promjenama u društvu;
- Uvođenje nove razine suradnje između različitih tijela Rimske kurije i biskupskih konferencija diljem svijeta.

Ove promjene bile su usmjerene na poboljšanje učinkovitosti i koordinacije rada Rimske kurije, kako bi se bolje odgovorilo na potrebe Crkve u suvremenom svijetu.

#### Reforma pape Franje godine 2022.
Papa Franjo – apostolska konstitucija Praedicate Evangelium, 19. ožujka 2022.  
Glavni cilj reforme bilo je prilagoditi djelovanje Kurije izazovima suvremenog svijeta i osigurati bolju suradnju između Kurije i biskupskih konferencija, te ostalih crkvenih ustanova. Nove strukture uključuju ukinuće nekih postojećih dikasterija i uvođenje novih. Primjerice, više se ne koristi naziv kongregacija, već dikasterij. Reforma također daje veću važnost pastoralnom djelovanju te naglašava važnost dijaloga i suradnje s drugim religijama i kulturama. Također se potiče transparentnost i odgovornost u radu Kurije, kao i veća suradnja između različitih tijela Kurije. 
Uzrok ove reforme je potreba za modernizacijom djelovanja Kurije kako bi se bolje odgovorilo na izazove suvremenog svijeta i unaprijedila sinodalnost u Crkvi. Također je naglašena želja pape Franje za izbjegavanjem „kurijalizma” te da se Kurija usmjeri na pastoralnu službu Crkve, umjesto da bude samo upravna ustanova.
Papa Franjo je naglasio da je cilj reforme usklađivanje Rimske kurije s duhom Drugoga vatikanskog sabora i osiguravanje veće učinkovitosti u obavljanju njezinih zadaća. Izrazio je nadu da će ta reforma osigurati da će Rimska kurija biti "manje birokratska i više pastoralna" i da će služiti Crkvi u duhu služenja, suradnje i solidarnosti. Također je istaknuo važnost suradnje među različitim dijelovima Rimske kurije i potrebu prilagodbe novim izazovima i problemima s kojima se Crkva suočava u suvremenom svijetu.

## Ustroj
Prema apostolskoj konstituciji Praedicate Evangelium pape Franje od 19. ožujka 2022., ustroj Rimske kurije je sljedeći:

#### Državno tajništvo
- Odsjek općih poslova
- Odsjek za odnose s državama

#### Dikasteriji
- Dikasterij za evangelizaciju
- Dikasterij za nauk vjere
- Dikasterij za službu ljubavi
- Dikasterij za Istočne Crkve
- Dikasterij za bogoštovlje i disciplinu sakramenta
- Dikasterij za kauze svetih
- Dikasterij za biskupe
- Dikasterij za kler
- Dikasterij za ustanove posvećenog života i družbe apostolskog života
- Dikasterij za laike, obitelj i život
- Dikasterij za promicanje jedinstva kršćana
- Dikasterij za međureligijski dijalog
- Dikasterij za kulturu i obrazovanje
- Dikasterij za promicanje cjelovitog ljudskog razvoja
- Dikasterij za zakonodavne tekstove
- Dikasterij za komunikaciju

#### Pravosudna tijela
- Apostolska pokorničarna
- Apostolska signatura
- Rota Romana

#### Gospodarska tijela
- Savjet za gospodarstvo
- Tajništvo za gospodarstvo
- Uprava za imovinu Svete Stolice
- Ured Glavnog revizora

#### Uredi
- Prefektura papinskog doma
- Ured za liturgijska slavlja Vrhovnog svećenika
- Kamerlengo Svete rimske Crkve

#### Papinske komisije
- Papinska komisija za zaštitu maloljetnika
- Papinska biblijska komisija
- Međunarodna teološka komisija
- Papinska komisija za sakralnu arheologiju
- Papinska komisija za Latinsku Ameriku

#### Papinske akademije
- Papinska akademija znanosti
- Papinska akademija društvenih znanosti
- Papinska akademija za život
- Papinska akademija likovnih umjetnosti Insigne i pisma virtuoza u Panteonu
- Papinska rimska akademija za arheologiju
- Papinska teološka akademija
- Papinska akademija svetog Tome Akvinskog
- Papinska međunarodna marijanska akademija
- Papinska akademija Cultorum Martyrum
- Papinska latinska akademija
- Papinska crkvena akademija

#### Papinska povjerenstva
- Papinsko povjerenstvo za međunarodne euharistijske kongrese
- Papinsko povjerenstvo za povijesne znanosti

#### Ostali uredi Rimske kurije
- Zbor papinske švicarske garde
- Agencija Svete Stolice za vrednovanje i promicanje kvalitete crkvenih sveučilišta i fakulteta (AVEPRO)
- Financijsko obavještajno i nadzorno tijelo (ASIF)
- Konjanički red Svetog groba jeruzalemskog
- Povijesni arhiv odjela za odnose s državama
- Zaklada „Centesimus Annus Pro Pontifice”
- Ured za rad Apostolske Stolice
- Fond za zdravstvenu zaštitu
- Petrov novčić
- Papina svjetska molitvena mreža
- Biskupska sinoda

- Uredi u nadležnosti Države Vatikanskog Grada nisu dio Rimske kurije.

## Vanjske poveznice
- Službena stranica Rimske kurije